# Freestyle ai IX Giochi asiatici invernali - Aerials sincronizzati femminile
La gara degli aerials sincronizzati femminile si è svolta il 11 febbraio 2025 al Yabuli Ski Resort di Harbin, in Cina.

## Risultati
| Rank | Team                                      | Jump 1 | Jump 2 | Punteggio |
| ---- | ----------------------------------------- | ------ | ------ | --------- |
| 1    | Cina Feng Junxi Wang Xue                  | 87.12  | 84.67  | 87.12     |
| 2    | Cina Chen Meiting Xu Mengtao              | 84.86  | 80.51  | 84.86     |
| 3    | Kazakistan Ardana Makhanova Ayana Zholdas | 59.16  | 47.72  | 59.16     |